# Gertrud Bense
Gertrud Bense (* 22. April 1930 in Pillkallen, Ostpreußen, heute Dobrowolsk, Russland; † 10. Februar 2021 in Halle (Saale)) war eine deutsche Baltistin.

## Leben
Gertrud Bense wurde 1930 im damaligen Ostpreußen geboren. Ihr Vater kam aus Wernigerode, während ihre Mutter aus einer ostpreußischen Pastorenfamilie salzburgerischer Herkunft stammte. Ihr Großvater August Adolph G. Hundsdörffer war Pastor auf dem Königsberger Löbenicht. Ihre Mutter starb 1943 und ihr Vater fiel 1944 im Zweiten Weltkrieg in Norwegen, sodass sie jung mit ihren Geschwistern als Vollwaisin zu Verwandten nach Wosegau (heute Wischnjowoje) kam. Später lebte sie bei verschiedenen litauischen Pflegefamilien, vor allem in Jurbarkas, und lernte so Litauisch, erlangte aber keine Schulbildung.
1951 kam sie mit ihren beiden überlebenden Geschwistern zu ihrer Tante nach Harsleben. Da sie ihr Geburtsjahr mit 1933 angab, konnte sie trotz ihres eigentlichen Alters in Halberstadt die Schule besuchen und legte dort 1953 das Abitur ab. Ihr angebliches Geburtsjahr 1933 setzte sich in der Öffentlichkeit durch. Anschließend begann sie ein Germanistikstudium an der Martin-Luther-Universität Halle-Wittenberg. Dort lernte sie den 18 Jahre älteren Österreicher Karl Ammer (1911–1970) kennen, der 1954 außerordentlicher Professor für Sprachwissenschaft und Indologie in Halle wurde. 1957 schloss sie ihr Studium ab, bereits ihre Diplomarbeit war baltistisch ausgerichtet. Sie wurde Assistentin bei Karl Ammer, später auch seine Lebensgefährtin.
Ab Ende der 1950er Jahre konnten sie und ihr Partner Kontakte nach Litauen aufbauen und so die Baltistik in der DDR fördern. Mit Untersuchungen zur Entstehung des unflektierten Partizips (Gerundiums) in den baltischen Sprachen wurde Bense 1961 promoviert. Durch den Einsatz Benses und Ammers entstand 1964 die Baltistenkommission im Slawistenkomitee der DDR. Das Paar bekam zwei Kinder, die 1965 und 1968 geboren wurden. Eine geplante Eheschließung scheiterte an rechtlichen Hürden aufgrund der unterschiedlichen Staatsangehörigkeiten und bereits 1970 starb Karl Ammer. Durch die Dritte Hochschulreform in der DDR wurden philologische Fächer wie die Indogermanistik 1968 als universitäres Lehrfach abgeschafft, sodass Benses Forschung stark erschwert wurde. Im Forschungskollektiv Kommunikativ-Funktionale Sprachbetrachtung und Fremdsprachenunterricht konnte sie sich als einzige Indogermanistin und Baltistin aber weiterhin mit der litauischen Sprache beschäftigen.
Nach der Wende setzte sie ab 1989 die Wiedereinführung der Indogermanistik an der Hallenser Universität durch und führte dort Forschung und Lehre fort. Sie beschäftigte sich vor allem mit der Lituanistik, dem Lituanisten Christian Gottlieb Mielcke und litauischen Gesangsbüchern und religiösen Schriften. 1992 begründete sie die Reihe Hallesche Sprach- und Textforschung, die sie bis 2006 herausgab. 1993 musste sie in den Ruhestand gehen, lehrte aber dennoch für zehn weitere Jahre an der Universität. Im Laufe ihres Lebens veröffentlichte sie über 100 Bücher, Aufsätze und andere Werke.
Gertrud Bense starb 2021 im Alter von 90 Jahren in Halle.

## Werke (Monografien)
- 1961: Untersuchungen zur Entstehung des unflektierten Partizips (Gerundiums) in den baltischen Sprachen. (Dissertation)
- 1973: Zur Stellung der funktionalen Sprachbetrachtung.
- 1973: Thesen zur kommunikativ-funktionalen Sprachbetrachtung als theoretischer Grundlage für den Fremdsprachenunterricht.
- 1975: Thesen zur kommunikativ-funktionalen Sprachbetrachtung als theoretischer Grundlage für den Fremdsprachenunterricht 2. Theoretische und praktische Konsequenzen der kommunikativ-funktionalen Sprachbetrachtung.
- 1976: Zum Verhältnis von Allgemeinsprache und Fachsprachen.
- 1978: Thesen zur kommunikativ-funktionalen Sprachbetrachtung als theoretischer Grundlage für den Fremdsprachenunterricht (durchgesehene Fassung).
- 1980: Thesen zur kommunikativ-funktionalen Sprachbetrachtung als theoretischer Grundlage für den Fremdsprachenunterricht 3.
- 1982: Terminologische Dokumentation zu den Thesen zur kommunikativ-funktionalen Sprachbetrachtung.
- 1983: Studie zum Fragen aus funktional-semantischer und kommunikativer Sicht.
- 1989: Sachwörterbuch zur fachbezogenen Fremdsprachenausbildung.
- 1991: Skizze einer Grammatik der litauischen Gegenwartssprache. (1996 und 2001 erneut herausgegeben)
- 1998: Halles Wege in die Welt – eine interkulturelle Spurensuche. Katalog zur Ausstellung 2. März–5. April 1998 im Waisenhaus der Franckeschen Stiftungen Halle/Saale. (mit Ludwig Ralph)
- 2000: Gereimte Texte in Fabian Ulrich Glasers Handschrift „Hauß= Schul= und Kirchen=Zucht“ (Erster Teil 1729).
- 2001: „Giedojam taw – Wir singen dir“. Zur Textgeschichte der preußisch-litauischen Gesangbücher im 18. Jahrhundert. Mit besonderer Berücksichtigung der Liedersammlung von Fabian Ulrich Glaser (1688–1747) und ihrem Umfeld.
- 2005: Pienas Maźėms Waikélems: Arba trumpas ir gerray suprantomas Mokslas, kaipo Zmogus tikkru Krikßczonimi pastoti, ir ikk mirßtant pasilikti gal, ne tiktay Waikams, bet ir Prastems ant Kemú gywénantiems Zmonems ant Naudôs iß gerrôs Szirdiês ißdutas. Königsberg: Hartung, 1735. Signatur: 155 M 18.

Eine vollständige Werksliste findet sich bei Schiller (2013).